# Ali Carter

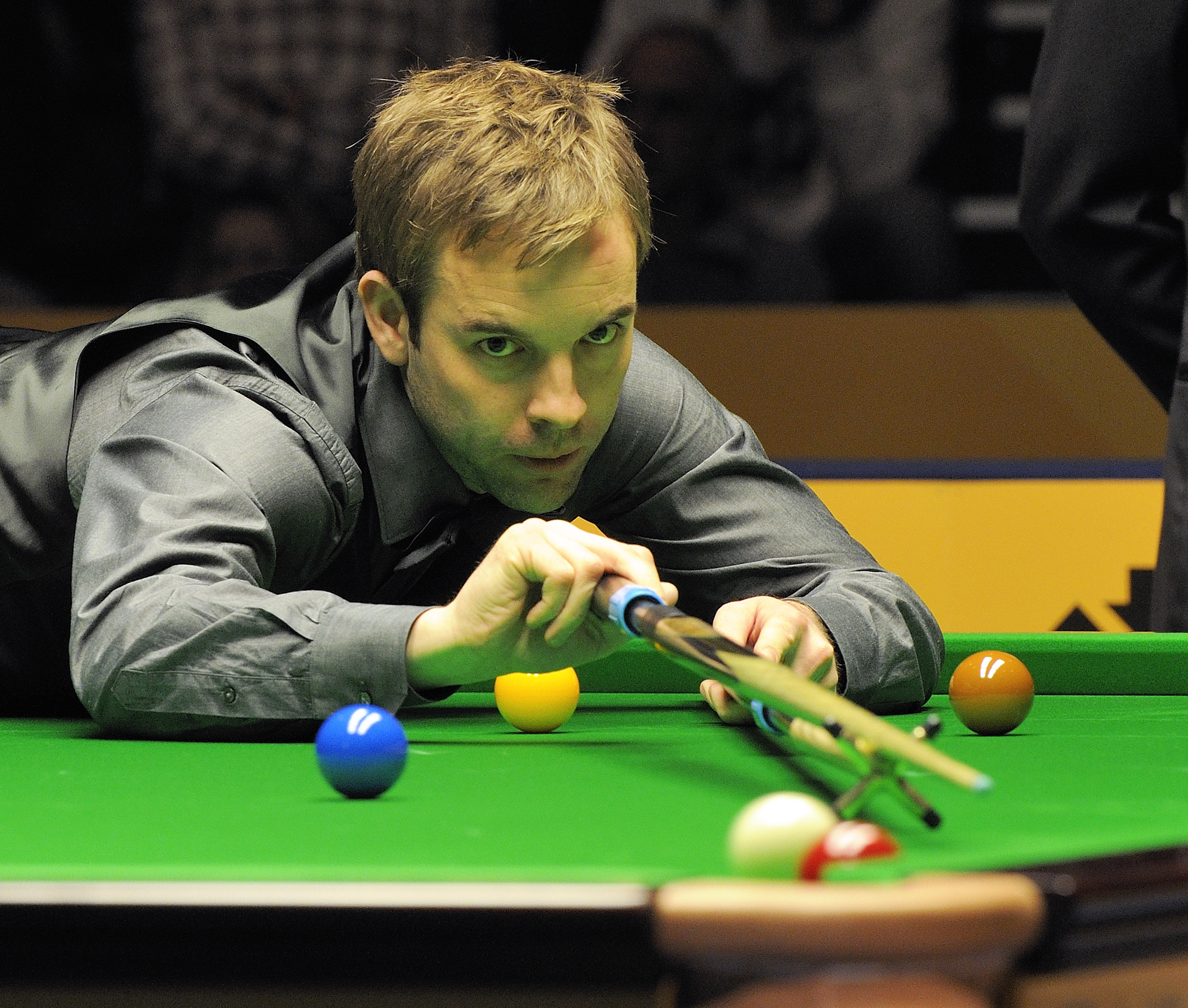
Ali Carter 2013

Allister "Ali" Carter (Colchester, 25 juli 1979) is een Engels professioneel snookerspeler. Hij werd prof in 1996 en bereikte op zowel het WK 2008 als het WK 2012 de finale.
In 1999 won hij het Benson & Hedges Championship, een niet-rankingtoernooi, door in de finale zijn landgenoot Simon Bedford met 9-4 te verslaan. Door zijn overwinning in dit toernooi verdiende Carter een wildcard om deel te nemen aan de Masters.
In de kwartfinale van het wereldkampioenschap 2008 maakte hij zijn eerste maximumbreak in competitie. Hij bereikte op datzelfde WK ook zijn eerste finale ooit bij een rankingtoernooi.
Carter won zijn eerste rankingtitel in het seizoen 2008/2009 door in de finale van de Welsh Open Joe Swail te verslaan met 9 - 5.
Zijn bijnaam The Captain dankt hij aan zijn hobby; het besturen van een sportvliegtuig.

## Gezondheidsproblemen
Carter kreeg in 2003 te horen dat hij leed aan de ziekte van Crohn, wat hem een tijd verhinderde te trainen. In juli 2013 werd hij geopereerd aan teelbalkanker en onderging daarvoor een chemokuur. Nadat hij daarvan genas, vonden artsen in mei 2014 een kankertumor in zijn long. Carter was vijf maanden afwezig uit het snookercircuit maar kreeg in december te horen dat hij weer helemaal 'schoon' was.

## Belangrijkste resultaten

### Rankingtitels
| #  | Seizoen     | Toernooi            | Verliezend finalist | Verliezend finalist | Score |
| -- | ----------- | ------------------- | ------------------- | ------------------- | ----- |
| 1. | 2008 / 2009 | Welsh Open          | Joe Swail           | NIR                 | 9-5   |
| 2. | 2010 / 2011 | Shanghai Masters    | Jamie Burnett       | SCO                 | 10-7  |
| 3. | 2012 / 2013 | German Masters      | Marco Fu            | HKG                 | 9-6   |
| 4. | 2016 / 2017 | World Open          | Joe Perry           | ENG                 | 10-8  |
| 5. | 2022 / 2023 | German Masters      | Tom Ford            | ENG                 | 10-3  |
| 6. | 2024 / 2025 | Championship League | Jackson Page        | WAL                 | 3-1   |

### Minor-rankingtitels
| #  | Seizoen     | Toernooi                        | Verliezend finalist | Verliezend finalist | Score |
| -- | ----------- | ------------------------------- | ------------------- | ------------------- | ----- |
| 1. | 2015 / 2016 | Players Tour Championship - ET2 | Shaun Murphy        | ENG                 | 4-3   |

### Niet-rankingtitels
| #  | Seizoen     | Toernooi                     | Verliezend finalist | Verliezend finalist | Score |
| -- | ----------- | ---------------------------- | ------------------- | ------------------- | ----- |
| 1. | 1999 / 2000 | Benson & Hedges Championship | Simon Bedford       | ENG                 | 9-4   |
| 2  | 2007 / 2008 | Huangshan Cup                | Marco Fu            | HKG                 | 5-3   |
| 3  | 2014 / 2015 | General Cup                  | Shaun Murphy        | ENG                 | 7-6   |

### Wereldkampioenschap
Hoofdtoernooi (laatste 32 of beter):
| #   | Seizoen     | Editie  | Prestatie    | Extra                                   |
| --- | ----------- | ------- | ------------ | --------------------------------------- |
| 1.  | 2002 / 2003 | WK 2003 | Laatste 32   | Verloor met 10-5 van Paul Hunter        |
| 2.  | 2003 / 2004 | WK 2004 | Laatste 32   | Verloor met 10-7 van David Gray         |
| 3.  | 2004 / 2005 | WK 2005 | Laatste 16   | Verloor met 13-7 van Ronnie O'Sullivan  |
| 4.  | 2005 / 2006 | WK 2006 | Laatste 32   | Verloor met 10-8 van Stephen Lee        |
| 5.  | 2006 / 2007 | WK 2007 | Kwartfinale  | Verloor met 13-12 van Mark Selby        |
| 6.  | 2007 / 2008 | WK 2008 | Finale       | Verloor met 18-8 van Ronnie O'Sullivan  |
| 7.  | 2008 / 2009 | WK 2009 | Laatste 16   | Verloor met 13-8 van Neil Robertson     |
| 8.  | 2009 / 2010 | WK 2010 | Halve finale | Verloor met 17-12 van Neil Robertson    |
| 9.  | 2010 / 2011 | WK 2011 | Laatste 16   | Verloor met 13-11 van Graeme Dott       |
| 10. | 2011 / 2012 | WK 2012 | Finale       | Verloor met 18-11 van Ronnie O'Sullivan |
| 11. | 2012 / 2013 | WK 2013 | Laatste 16   | Verloor met 13-8 van Ronnie O'Sullivan  |
| 12. | 2013 / 2014 | WK 2014 | Laatste 16   | Verloor met 13-9 van Mark Selby         |
| 13. | 2014 / 2015 | WK 2015 | Laatste 16   | Verloor met 13-5 van Neil Robertson     |
| 14. | 2015 / 2016 | WK 2016 | Laatste 16   | Verloor met 13-11 van Alan McManus      |
| 15. | 2016 / 2017 | WK 2017 | Laatste 32   | Verloor met 10-7 van Graeme Dott        |
| 16. | 2017 / 2018 | WK 2018 | Kwartfinale  | Verloor met 13-8 van Mark Williams      |
| 17. | 2018 / 2019 | WK 2019 | Kwartfinale  | Verloor met 13-9 van Gary Wilson        |
| 18. | 2020 / 2021 | WK 2021 | Laatste 16   | Verloor met 10-9 van Jack Lisowski      |
| 19. | 2022 / 2023 | WK 2023 | Laatste 32   | Verloor met 10-6 van Jak Jones          |
| 20. | 2023 / 2024 | WK 2024 | Laatste 32   | Verloor met 10-7 van Stephen Maguire    |
| 21. | 2024 / 2025 | WK 2025 | Laatste 32   | Verloor met 10-4 van Ronnie O'Sullivan  |